# Żychlin
Żychlin (în limba idiș:זשיכלין - citește Jihlin, în germană:Zichlin, în vechime Sichlin) este un oraș în Polonia în districtul Kutno din voievodatul Lodz. În 2015 avea 8474 de locuitori. Este sediul comunei urbano-rurale cu același nume. Este sediul unor companii de industrie electromecanică, care au jucat în anii 1920 și în anii 1950 un rol însemnat în dezvoltarea localității, de asemenea, al unor întreprinderi de industrie alimentară. 

## Geografie

### Poziție geografică
Żychlin se află în șesul Mazoviei centrale, pe malul râului Sludwia, în regiunea istorică Łęczyca.

## Stema
Cea mai veche stemă a orașului datează de la 1535. Stema reprezintă un castel cu trei turnuri.

## Istorie

### Evul mediu și epoca modernă
Satul Żychlin exista cel puțin dinainte de 1309. 
Amplasarea localității în acest loc s-a datorat mai multor motive - cel mai important dintre ele fiind localizarea la răspântia a patru regiuni: Mazovia, Polonia Mare,Cuiavia și Łęczyca.. În 1331 a fost cucerit de cavalerii teutoni, dar, la scurt timp după aceea, a revenit la Regatul Poloniei. Înainte de 1397 a obținut drepturi de oraș. Până în secolul al XIX a fost o moșie privată: primul său proprietar a fost un judecător numit Chwała din Łęczyca  mai apoi, tot în secolul al XIV-lea a fost o proprietate a familiei de nobili Lubicz și ulterior Żychlinski, iar după 1744 a fost proprietatea lui Józef Antoni Sołłohub. .
La sfârșitul Evului Mediu aici se întrunea. din când în când, tribunalul orășenesc Łęczyca..
În acea vreme localitatea ținea de districtul Orłów din voievodatul Łęczyca în provincia istorică Polonia Mare. 
Din 1419 se cunoaște existența unui consiliu muncipal. În 1542 regele 
Sigismund I al Poloniei a acordat orașului primele privilegii comerciale.
În a doua jumătate a secolului al XVI-lea locuiau aici peste 150 de iobagi, funcționau un număr de 20 de ateliere meșteșugărești de diverse meserii, 7 cârciumi de bere și o mică școală. Marea majoritate a populației era angajată în agricultură..Localitatea a fost, însă, curând, lovită de un incendiu distrugător. În secolul al XVIII-lea, Żychlin avea câteva zeci de case locuite de aproximativ 400 de locuitori. O dezvoltare mai decisivă a orașului a avut loc abia la începutul secolului trecut.
În timpul Războiului Polono-suedez din 1655-1657 localitatea a suferit mari distrugeri. În 1707-1713 a cunoscut o epidemie de ciumă. În 1774 s-a deschis aici prima școală privată. 
Reabilitarea așezării a fost lentă, în ciuda recuperării drepturilor orășenești.În 1790 Żychlin avea 350 locuitori și 68 case. 
În 1793 în cadrul Celei de-a Doua Împărțiri a Poloniei orășelul a fost anexat de Prusia, dar în 1807 a fost redobândit de polonezi în cadrul Ducatului Varșoviei , sub oblăduirea lui Napoleon, iar în 1815 a fost alipit la Imperiul Rus (Polonia Congresului).
În 1828 s-a deschis o școală primară. În 1852 a izbucnit o epidemie de holeră. În ciuda intemperiilor, în secolul al XIX-lea populația localității a crescut semnificativ. În 1862 localitatea a fost conectată la o cale ferată. În ianuarie 1863 în vremea Răscoalei din ianuarie 1863 Żychlin s-a aflat scurt timp sub controlul răsculaților polonezi.
Ca urmare, în 1870, prin decretul țarului, ca pedeapsă, Żychlin și-a pierdut drepturile de oraș. În 1882 s-a deschis serviciul local de pompieri.
La sfârșitul secolului al XIX-lea, mulți evrei, care au aveau restricții de  domiciliere în Rusia, s-au stabilit și la Żychlin. Populația orașului a ajuns la 4500 locuitori  majoritatea fiind evrei, ca și în orașul vecin Kutno. 
În cursul Primului Război Mondial din 1914 și până la 11 noiembrie 1918 orașul s-a aflat sub ocupație germană.
După 1918, în urma războiului, Żychlin a devenit parte a Republicii Polone independente.
În 1921 Zygmunt Okoniewski a înființat aici uzina electromecanică Brown Bovery.În 1924 localitatea și-a redobândit drepturile de municipiu.

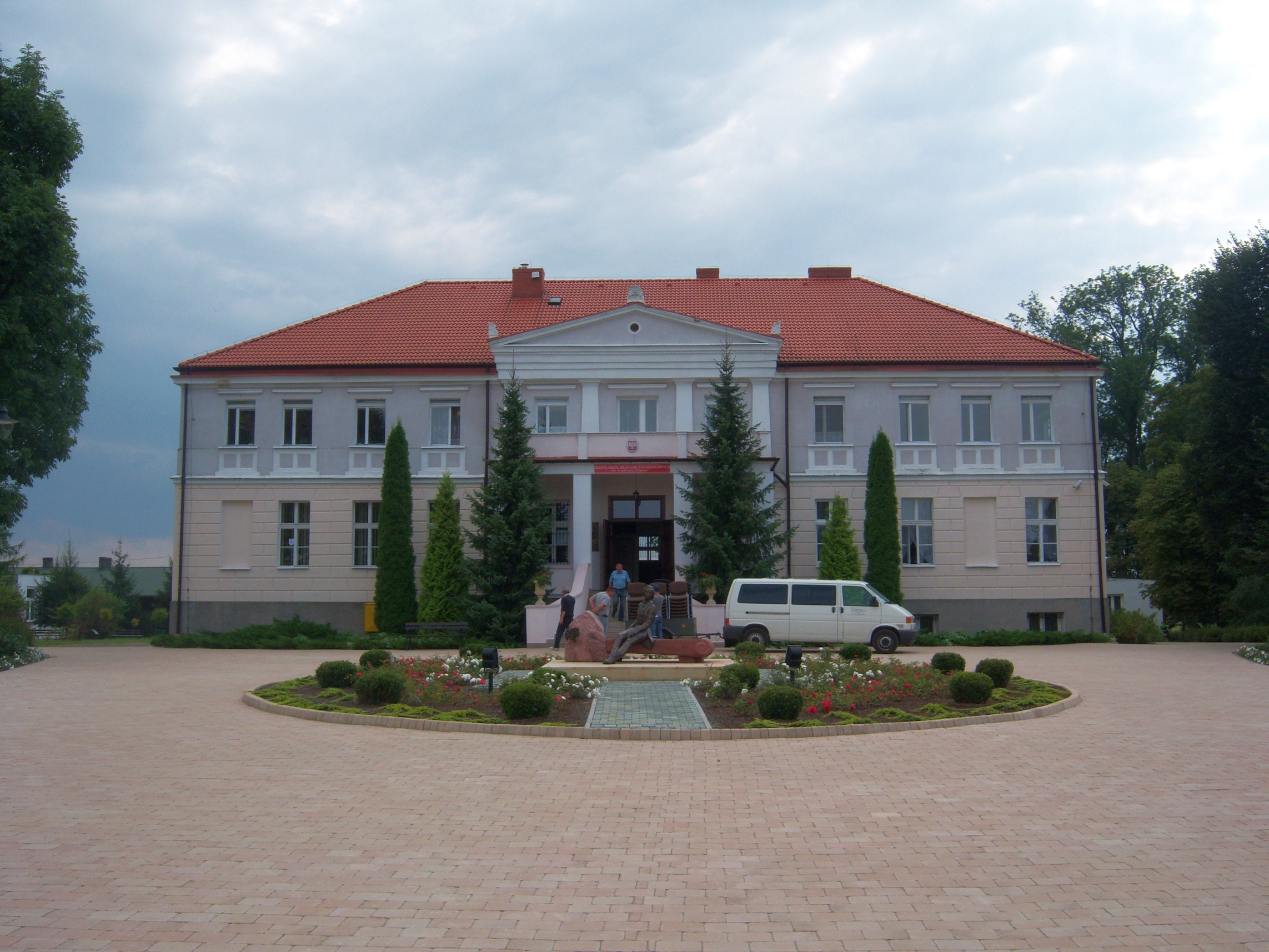
Palatul Bronikowski, construit în 1821

### Al Doilea Război Mondial
După invazia Poloniei de către Germania nazistă la Żychlin și în satul vecin Dobrzelin au luat ființă spitale de campanie care au fost adesea ținta bombardamentelor aeriene germane.
Numeroși soldați polonezi au fost înmormântați în parcelele militare ale cimitirului parohial din oras și din satul Śleszyn, precum și în cimitirul militar Dobrzelin. 
În ajunul războiului Żychlin avea 6.000 locuitori, din care 3500 evrei, iar restul polonezi și germani. La 17 septembrie a fost cucerit și apoi a fost anexat la Germania, la așa numitul Reichsgau Wartheland, în cadrul Landkreis Kutno. 
La 18 mai 1943 numele orașului a fost germanizat în Zichlin.

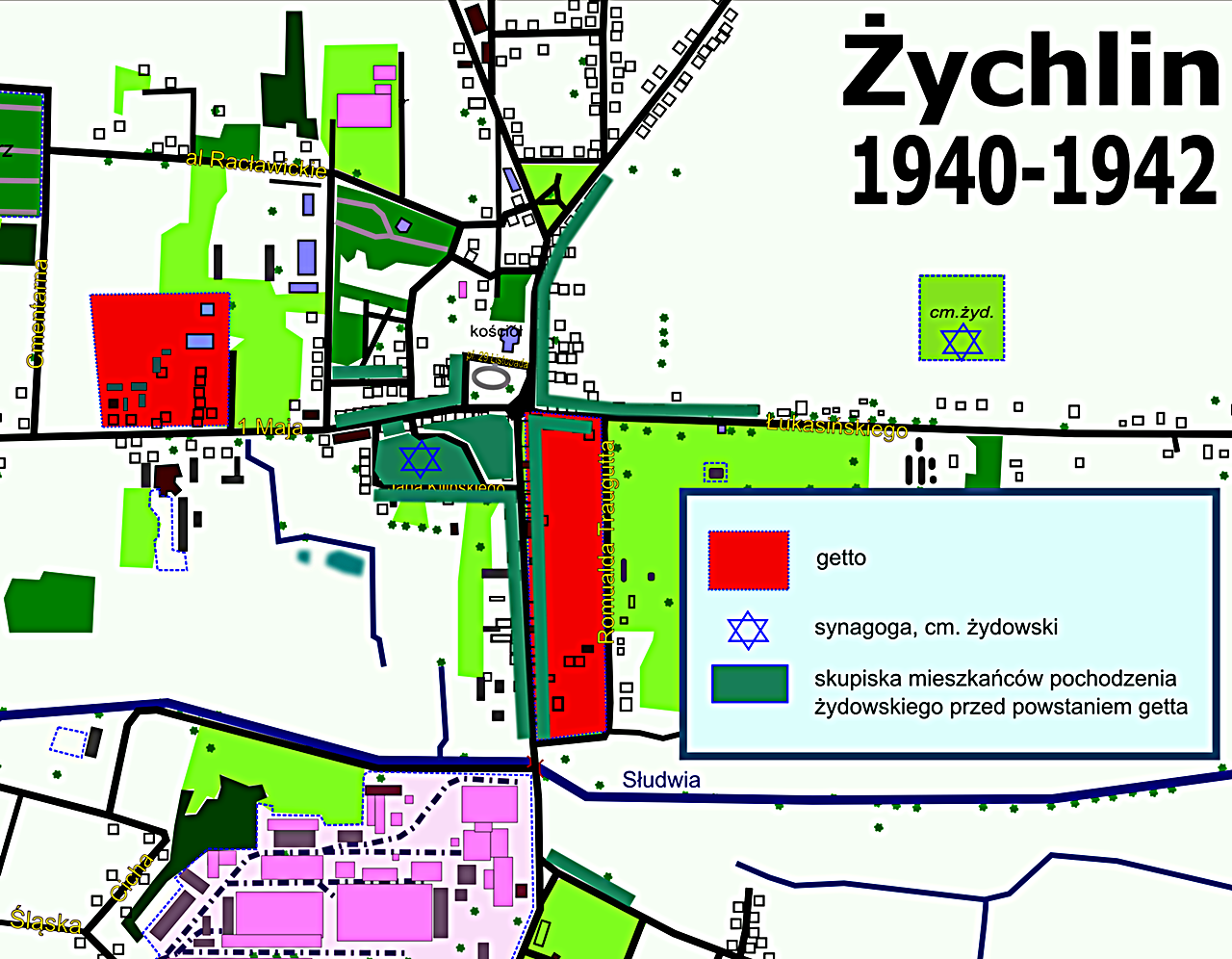
Harta ghetoului Zychlin - în roșu, în verde închis - zonele unde au domiciliat evreii înainte

Odată cu sosirea ocupanților germani în septembrie 1939 evreii au fost supuși la bătăi și prigoane. Negoțurile și proprietățile lor au fost confiscate, la fel și gospodării și case poloneze, care au fost predate etnicilor germani care au fost recolonizați în oraș în virtutea politicii Spațiului Vital. Evrei din așezări vecine au fost obligați să se mute la Żychlin. În aprilie 1940 ocupanții germani au arestat membri ai elitei intelectuale evreiești și poloneze, inclusiv cadre didactice, aceștia fiind trimiși în lagăre de concentrare. 
În iunie și iulie 1940 430 polonezi din centrul orașului au fost expulzați și casele lor au fost predate unor coloniști germani, iar în august 1940 au mai fost izgoniți din oraș încă 90 polonezi, proprietari de magazine și ateliere cu familiile lor. Polonezii izgoniți au fost deținuți vreme de trei săptămâni într-un lagăr de tranzit la Łódź, iar apoi cei cu vârsta de 15-24 ani au fost deportați în lagăre de muncă forțată în Germania, iar restul au fost trimiși în Guvernământul General. La 20 iulie 1940 evreii au fost transferați într-un ghetou supraaglomerat, unde mulți dintre ei nu aveau mijloace de subzistență. La sfârșitul anului 1941 sute de evrei au fost trimiși în lagăre de muncă forțată în zona Poznań, În 1942 a început pe o scară largă asasinarea de evrei prin execuții publice în ghetou și în cimitirul evreiesc. În martie 1942 3200 de evrei rămași în localitate au fost supuși la execuții, bătăi și jafuri, apoi luați în Lagărul de exterminare Chelmno (Kulmhof), unde au fost omorâți pe loc.  
La 18 ianuarie 1945 localitatea a fost cucerită de armata sovietică, și și-a reluat numele polonez. 
Din Żychlin au supraviețuit 68 evrei, majoritatea dintre aceștia în lagăre de muncă, unii fugind în Uniunea Sovietică iar alții ascunzându-se.

### După 1945
În decembrie 1961 Żychlin avea 7880 locuitori, 3 școli elementare, patru școli profesionale și un liceu. 
În 1975 orașul a fost alipit la voievodatul Płock. 
Una dintre evenimente economice a fost extinderea Uzinei de construcție de mașini electrice și transformatoare „EMIT”.
În 1984 s-a înființat aici o uzină de tratare a apei, iar în 1995 fabrica de ciocolată Union Chocolate. La 16 iunie 1998 papa Ioan Paul al II-lea a primit titlul de cetățean de onoare. În 1999 o nouă împărțire teritorial-administrativă a alocat localitatea voievodatului Łódź

## Demografie

### Evoluția populației
| An        | 1790 | 1913       | 2004 | 2012 | 2015 | 2016 | 2019 | 2021 | 2023 |
| --------- | ---- | ---------- | ---- | ---- | ---- | ---- | ---- | ---- | ---- |
| Populație | 350  | peste 5000 | 9029 | 8688 | 8474 | 8414 | 8109 | 7815 | 7572 |

## Etnii și religii
Componența confesională:
În 1890 - 4997 locuitori :
- 2539 romano-catolici
- 2201 evrei
- 236 protestanți (evanghelici reformați)
- 21 ortodocși

### Creștinii
- Romano-Catolici
  - Biserica Catolică Mariavită -o biserica schismatică ieșită din Biserica Romano-Catolică. De la începutul secolului al XX-lea, a locuit în oraș o mică comunitate mariavită, aparținând parohiei Sfântul Sacrament din Łowicz, filiala din Skrzeszewy. Ei au avut cimitirul lor religios la Zduny. În oraș a funcționat o capelă deservită de preotul Maria Tytus Siedlecki, devenit mai târziu episcop al Bisericii Catolice Mariavite .
- Evanghelici-reformați

### Evreii

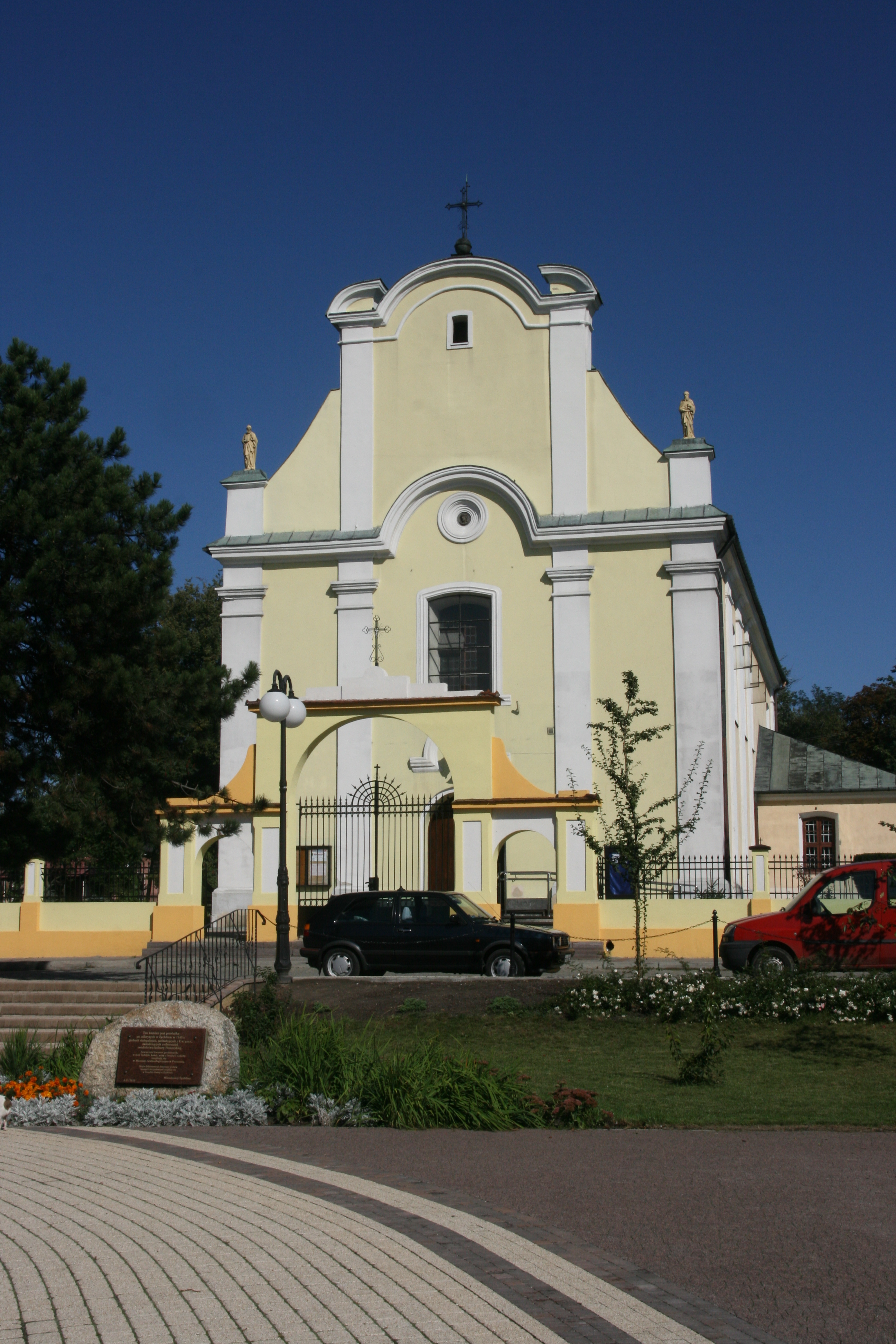
Biserica romano-catolică Sf. Petru și Pavel din Żychlin, 1782

Evreii din Żychlin erau la început dependenți de comunitățile evreiești din Kutno și Gostinin.Începând din a doua jumătate a secolului al XIX-lea au devenit o comunitate separată.
În 1765  trăiau în oraș 315 evrei contribuabili.
În 1780 au construit o sinagogă de lemn, cu permisiunea specială a arhiepiscopului de Gniezno.În 1880 ea a fost reclădită din piatră.  Viața religioasă a fost dominată de Hasidismul Gher sau Gur, hasidismul Alexander și de adepții țadicului (admor) local din Zychlin - hasidismul Zychliner, după începutul secolului al XX-lea au început și activități ale  sioniștilor, precum și ale Bundului.
În perioada interbelică s-a intensificat activitatea sionistă, în paralel cu creșterea ponderii partidului religios ultraortodox Agudat Israel. Pe atunci 2600 - 2800 dintre cei circa 7000 locuitori ai orașului erau evrei. Ei se ocupau cu micul comerț și cu meșteșuguri. Aveau o ieșivă, o școală religioasă de fete Beit Yaakov, o școală din rețeaua Tarbut (Cultura) și o scoală publică primară „Szabasowka” destinată copiilor evrei. . La sfârșitul anilor 1930 au crescut acțiunile antisemite, ostile evreilor, din partea unor polonezi locali.
Numărul evreilor din Żychlin în sec. XIX-XX:
- 1808 - 457 (57% din populație); 1827 - 782 (61%); 1857 - 1062 (66%);

1897 - 2268 (47%); 1921 - 2701 (40%); 1939 - cca 3500  (50%) 
- -     - Hasidismul Zychlin

Fondatorul dinastiei hasidice Żychlin Rabbi Shmuel Abba Zychliner s-a născut ca fiu al lui Reb Zelig în orașul Lubić sau Luvitsh la 19 al lunii Kislev. La început, nu a avut mulți admiratori și a locuit în casa socrului său. Dupa ce s-a mutat, din motive financiare, la Żychlin, acolo și-a câștigat numeroși adepti. A devenit vestit și ca „făcător de minuni”.
Autoritățile țariste ruse l-au aruncat în închisoare, după ce adversarii săi din comunitatea evreiască l-au pârât ca ar fi susținut răscoala poloneză și ca s-ar fi ocupat cu Cabala practică.
95% din hasidimii Zychliner au pierit în Holocaust, ultimii rabini ai lor sau admorim fiind și ei uciși de naziști.

#### Holocaustul

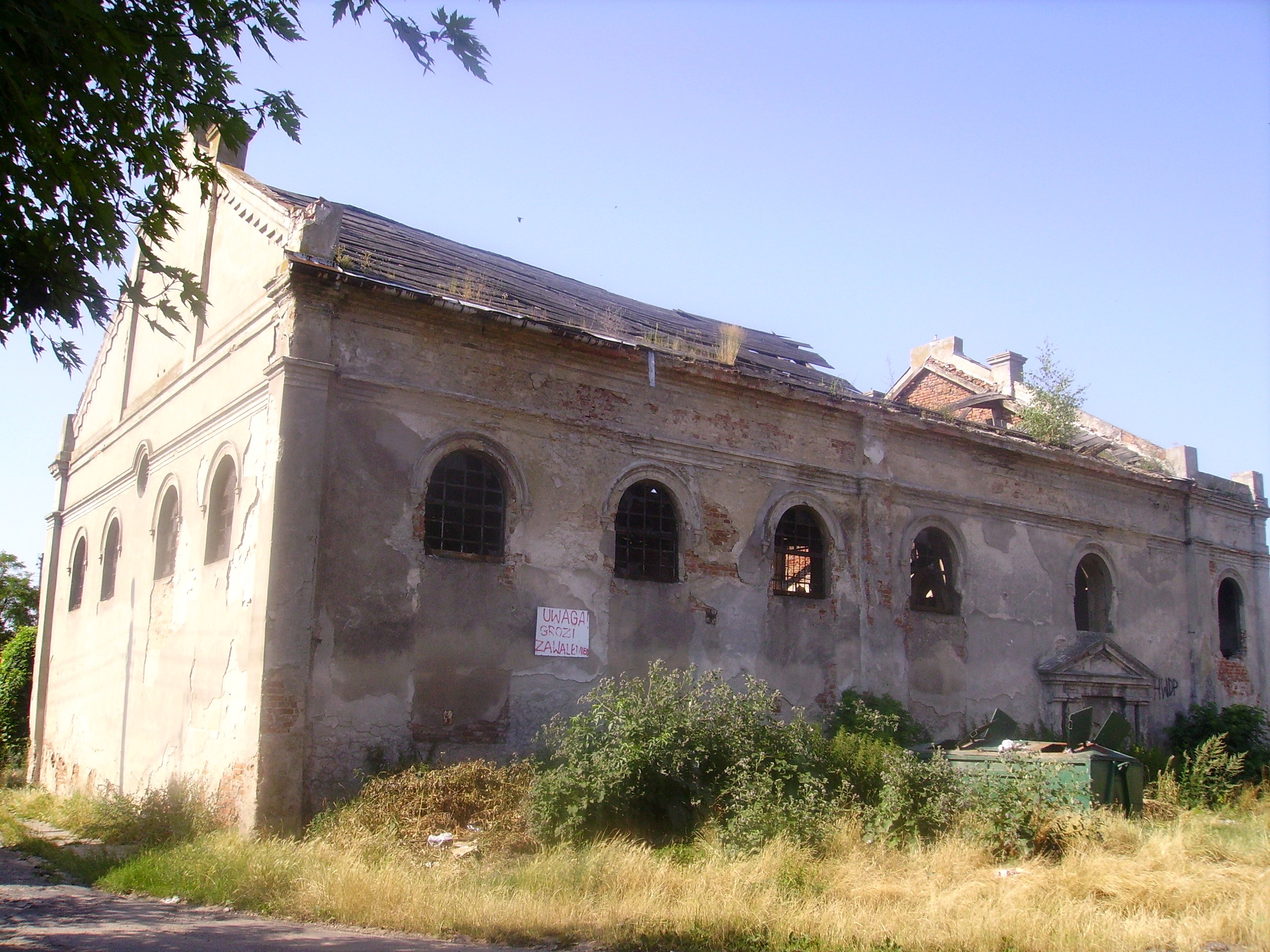
Sinagoga din Żychlin, construită din piatră în 1880, fotografie din 2012

La 17 septembrie 1939 trupele germane naziste au cucerit Żychlin și au început prigoana locuitorilor evrei care au fost supuși la bătăi, jafuri, răpiri pentru a fi trimiși la munci forțate umilitoare.
A doua zi după ocupație locuitorii evrei au fost duși până un sat la 24 kilometri distanță și reținuți acolo într-o biserică vreme de trei zile, după care li s-a permis să se întoarcă. .Sinagoga din Żychlin a fost arsă si evreilor li s-au impus taxe și plăți de răscumparare. Din noiembrie 1939 au fost siliți să poarte la braț o panglică galbenă pentru a fi identificați. Ulterior panglica a fost înlocuită cu „steaua galbenă” pe braț și pe spate. 
Și casele în care locuiau au fost însemnate cu inscripția în germană Jude (evreu), și li s-au stabilit ore limitate în care aveau voie sa iasă în stradă.
La 20 iulie 1940  evreii din oraș au fost înghesuiți într-un ghetou, format din două sectoare, unul din ele mlăștinos, Ghetoul mic, în periferia Fabianowka, lipsit de canalizare și de fântâni, și Ghetoul mare de lângă strada Narutowicz În ghetou au mai fost aduși evrei din așezările din jur, numărul locuitorilor ghetoului ajungând la 3200. Condițiile de viață în ghetou îi expuneau la epidemii și foamete. Mulți dintre refugiați au fost cazați sub cerul liber sau într-un fost incinerator de cărămizi. Ghetoul nu era îngrădit. Dr.Winogron și doi asistenti au organizat un mic spital, încercând să combată tifosul. O bucătărie publică, înființată de Judenrat, a împărțit supă o dată pe zi.Începând din august 1941 grupuri de evrei au fost trimise la muncă forțată în zona Poznań, de unde nu s-au mai întors, de asemenea unii care au încercat să introducă ilegal alimente ori au fost găsiți în afara ghetoului fără permis, au fost executați în public.
La sfârșitul lunii februarie 1942 conducătorul Judenratului, Alter Rosenberg, care fusese președintele comunității evreiesti înainte de razboi, și Jozef Oberman, cel ce fusese numit comandant al „poliției evreiești”, au fost executați prin spânzurare În zilele următoare, ocupanții germani au organizat o „Acțiune” (Aktion) violentă in care au fost uciși 200 evrei în locuințele lor și pe ulițele ghetoului, de asemenea au fost spânzurați toți membrii Judenratului și ai poliției evreiești împreună cu familiile lor.
La 3 martie 1942 evreii rămași în ghetou au fost concentrați în piața orașului, cei care se mișcau prea încet fiind omorâți pe loc. Apoi au fost urcați în căruțe care i-au dus la gară, de unde au fost transportați la lagărul de exterminare Chelmno (Kulmhof). O parte din cei deportați au fost omorâți în timpul transportului.
Din cele câteva mii de locuitori evrei ai orașului, după unele informații, au supraviețuit 68. Unul din ei a fost Moshe Kelmer, care mai târziu a fost ales deputat în Knesset, parlamentul Israelului, din partea Partidului Național-Religios.

#### In memoriam
- În cimitirul din Holon în Israel s-a ridicat un monument în memoria comunitătii evreiești din Żychlin
- O placă memorială a fost așezată la Muzeul lagărului de la Chlemno,  de către Forumul pentru dialog din zona Kutno și a fost inaugurată în 2022 de către primarul orașului Żychlin, Grzegorz Ambroziak

## Industria
Din 2009 Żychlin a devenit o subzonă a Zonei Economice Speciale Łódź
Cele mai importante întreprinderi din oras includ:
- Fabrica de masini electrice EMIT - cu capital italian
- Fabrica de transformatoare EMIT
- Fabrica NARMOD de unelte
- Fabrica UNION CHOCOLATE
- Cargill Polska - cu capital american - industrie alimentară
- Okovita - polono-rus  - de băuturi alcoolice
- Dima  - cu capital danez -construcții de metal
- Energa Kogeneracja Sp. z o. - de încălzire centrală
- Ambalaje de lemn Węgrzynowski
- AURA Sp z o. Produse de fructe și legume

## Învățământul
- 3 grădinițe de stat
- 2 școli primare de stat - nr.1 si nr.2 „Ioan Paul II”
- 2 licee:liceul public „Adam Mickiewicz” ; complexul școlar „Eroii din septembrie 1939”

## Orașe înfrățite
- Brodî, Ucraina - din 2017

## Monumente și obiective însemnate
- Biserica romano-catolică parohială Sf.Apostoli Petru și Pavel, în stil baroc, 1782 - pe str Ioan Paul al II-lea. A fost mărită în 1838,iar după 1911 i s-a adăugat o capelă și o sacristie. Clopotnița din cărămizi datează din prima jumătate a sec. XIX
- vile din Piața 29 noiembrie, nr.24-27
- casa cu anexe din Piața Ioan Paul II, nr. 17
- casă din înc sec XIX - din str Narutowicz
- Casa Pruszak, din cărămidă, de la înc.sec XIX, restaurată, azi servind drept grădiniță,
- Sinagoga din str Zdrojowa/Kilinski
- complexul Fabricii de Zahăr „Walentynów”, din 1921, ocupat de uzina  EMIT  în str Narutowicz 72: fabrică de zahăr din cărămidă din 1853, reconstruită în 1921, în prezent o hală de fabrică

## Note

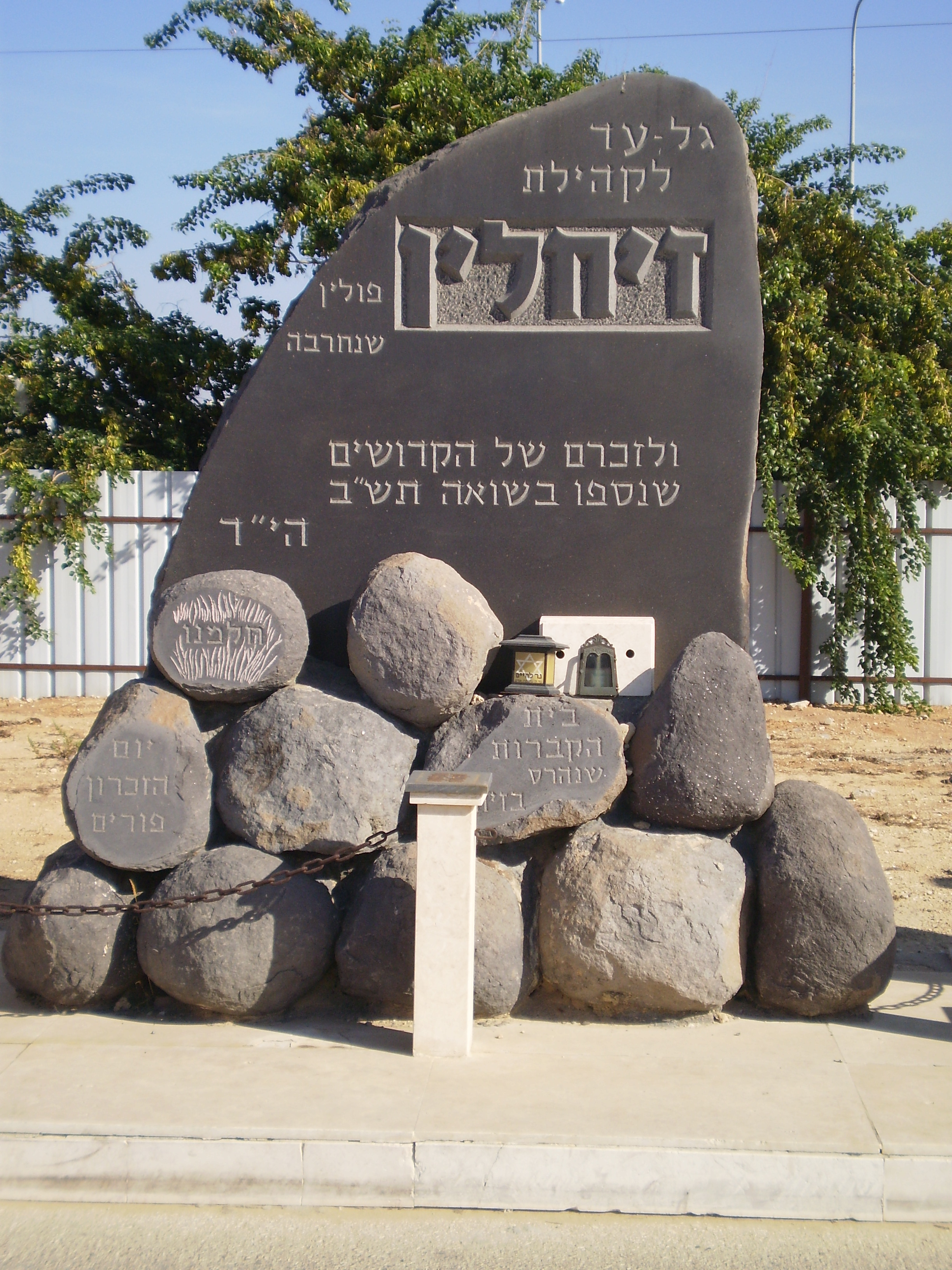
Memorialul evreilor din Zychlin pieriți in Holocaust, la cimitirul din Holon în Israel, 2012